# Coracidiu

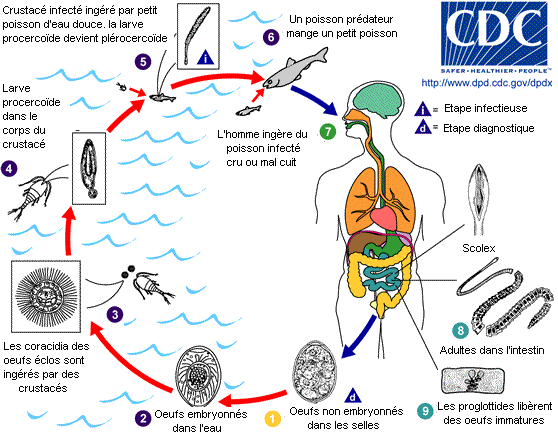
Ciclul evolutiv al botriocefalului (Diphyllobothrium latum).

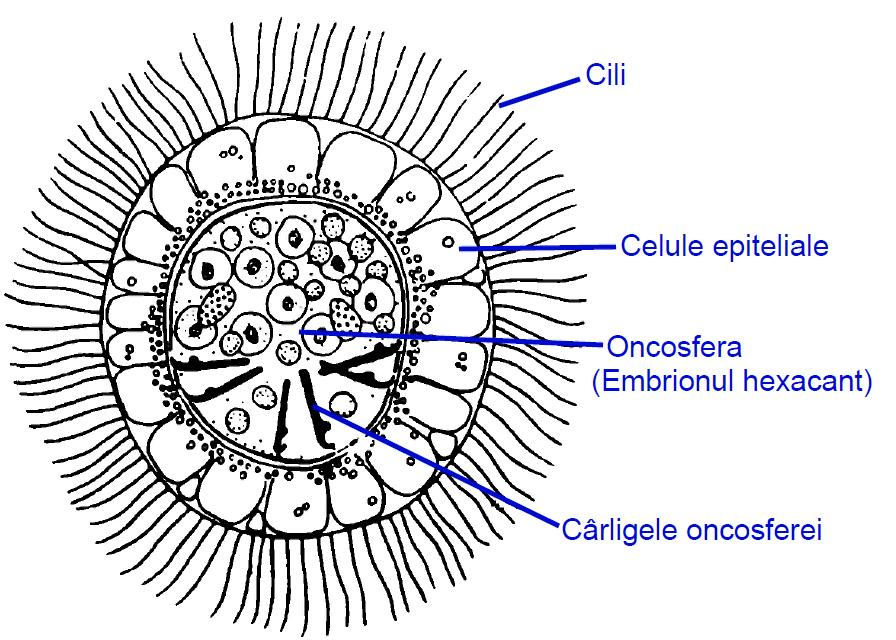
Coracidiu de Bothriocephalus gowkongensis

Coracidiul (coracidium) (din greacă korax = corb) este o larvă (care conține un embrion hexacant) de formă sferică, ciliată, liberă și mobilă, cu diametru de 40-50 μm, caracteristică cestodelor pseudofilide, care trăiește în apă dulce,  fiind înghițită de un crustaceu copepod de apă dulce (prima gazdă intermediară a pseudofilidelor) unde se transformă în larva procercoidă.
La botriocefal (Diphyllobothrium latum) ouăle eliminate din proglotele mature prin tocostom, ajung în apă, unde se dezvoltă  și se formează o larvă de formă sferică, ciliată, caracteristică, numită coracidiu. Cilii coracidiului aparțin celulelor epiteliale ale învelișului embrionar intern, care aici nu se chitinizează ca la Taenia solium . Ei străbat învelișul embrionar extern. Sub acest înveliș ciliat al coracidiului se găsește larva hexacantă sau embrionul  hexacant (din greaca hexa = șase; acanthus = țep, spin) cu  șase cârlige chitinoase,  numită oncosfera (din greaca oncos = masă + sphaira = sferă). Larva coracidiu înoată câtva timp în apă cu ajutorul cililor. Dacă între timp este înghițită de un mic crustaceu copepod din genul Cyclops, ea își continuă mai departe dezvoltarea în interiorul acestui ciclop, care este prima sa gazdă intermediară. Altfel, moare. În intestinul ciclopului, coracidiul își pierde învelișul ciliat și se eliberează sub formă de oncosferă, care străbate peretele intestinului și ajunge în cavitatea generală, unde se dezvoltă mai departe până la stadiul de larvă procercoidă. Dacă ciclopul este mâncat de un pui de pește, el este digerat iar larva procercoidă, eliberată astfel din prima gazdă (ciclopul), străbate peretele intestinului, trece prin musculatură, apoi prin cavitatea generală și se localizează în ficat sau alte organe ale peștelui, care este a doua gazdă intermediară. În organismul peștelui, larva procercoidă se dezvoltă mai departe în larva plerocercoidă care poate trece la gazda definitivă: mamiferele carnivore care se hrănesc cu pește  (mai ales la ursul alb, vulpe, focă, delfin, tigru, dar și la câine și pisică) sau la om prin consumarea de pește invadat, insuficient fiert sau fript. 